# Puy-Saint-Eusèbe
Puy-Saint-Eusèbe település Franciaországban, Hautes-Alpes megyében. Lakosainak száma 190 fő (2022. január 1.). Puy-Saint-Eusèbe Embrun, Puy-Sanières, Réallon és Savines-le-Lac községekkel határos.

## Népesség
A település népességének változása:
| Lakosok száma | 81   | 73   | 93   | 123  | 133  | 137  | 138  | 167  | 181  | 190  |
|               | 1968 | 1982 | 1990 | 2006 | 2013 | 2015 | 2017 | 2019 | 2020 | 2022 |